# روبرت أنتوني دانيلز
روبرت أنتوني دانيلز هو كاهن كاثوليكي كندي، ولد في 18 يونيو 1957 في وندسور في كندا.